# Piper gelalae
Piper gelalae är en pepparväxtart som beskrevs av C. Dc.. Piper gelalae ingår i släktet Piper och familjen pepparväxter. Inga underarter finns listade i Catalogue of Life.